# 阿德尔施拉格
阿德尔施拉格是德国巴伐利亚州的一座城市。总面积51.98平方公里，总人口2776人，其中男性1386人，女性1390人（2011年12月31日），人口密度53人/平方公里。